# Francie na Letních olympijských hrách 1980
Francii na Letních olympijských hrách v roce 1980 v Moskvě reprezentovala výprava 121 sportovců (98 mužů a 23 žen) ve 13 sportech.

## Medailisté
| Medaile | Jméno                                                                                            | Sport      | Soutěž                                   |
| ------- | ------------------------------------------------------------------------------------------------ | ---------- | ---------------------------------------- |
| Zlato   | Thierry Rey                                                                                      | Judo       | Muži do 60 kg                            |
| Zlato   | Angelo Parisi                                                                                    | Judo       | Muži nad 95 kg                           |
| Zlato   | Pascale Trinquetová                                                                              | Šerm       | Ženy fleret                              |
| Zlato   | Philippe Bonnin Bruno Boscherie Didier Flament Pascal Jolyot Frédéric Pietruszka                 | Šerm       | Družstvo mužů fleret                     |
| Zlato   | Philippe Boisse Philippe Riboud Patrick Picot Hubert Gardas Michel Salesse                       | Šerm       | Družstvo mužů kord                       |
| Zlato   | Isabelle Bégard Véronique Brouquier Pascale Trinquetová Brigitte Gaudin-Latrille Christine Muzio | Šerm       | Družstvo žen fleret                      |
| Stříbro | Alain Lebas                                                                                      | Kanoistika | Muži K1 1 000 m                          |
| Stříbro | Yavé Cahard                                                                                      | Cyklistika | Muži 1 000 m sprint                      |
| Stříbro | Alain Bondue                                                                                     | Cyklistika | Muži 4 000 m stíhací závod (jednotlivci) |
| Stříbro | Pascal Jolyot                                                                                    | Šerm       | Muži fleret                              |
| Stříbro | Angelo Parisi                                                                                    | Judo       | Muži bez rozdílu vah                     |
| Bronz   | Bernard Tchoullouyan                                                                             | Judo       | Muži do 78 kg                            |
| Bronz   | Philippe Riboud                                                                                  | Šerm       | Muži kord                                |
| Bronz   | Antoine Richard Hermann Panzo Patrick Barré Pascal Barré                                         | Atletika   | Muži štafeta 4 × 100 m                   |